# Hydroaérodrome Montréal Centre-Ville
L'Hydroaérodrome Montréal Centre-Ville (CHA3) est un hydroaéroport situé sur le fleuve Saint-Laurent, près l’île Sainte-Hélène à Montréal.

## Description
Se situant à quelques minutes du centre-ville, il bénéficie d’une certification de Transports Canada acquise en 2017. Il est le premier hydroaéroport urbain au Québec, marquant un nouveau jalon dans l'histoire aérienne québécoise. L'espace est administré par « Wet Set Montreal ».

## Opérateurs et destinations
Hydravion Aventure Inc., cofondateur de l'Hydroaéroport, est le seul opérateur agréé; Hydravion Aventure propose des liaisons quotidiennes entre le centre-ville de Montréal et son hydrobase (CHA2) près de Trois-Rivières.

## Historique
Les premières démarches pour créer le premier hydroaéroport à Montréal centre-ville ont été entreprises par Hydravion Aventure en 2009;
Les premiers survols ont été organisés en juillet 2009 avec l'obtention d'une autorisation temporaire;
Les problèmes d'exploitation liés aux forts courants à l'entrée du bassin Jacques-Cartier où se trouvaient les quais ont contraint l'exploitant Hydravion Aventure à abandonner provisoirement l'idée de proposer des survols panoramiques, seuls les transferts en hydravion ont été maintenus jusqu'en 2012;
Air Saint Laurent a essayé de continuer le projet d'hydroaéroport sous le nom CVP2 en 2014, sans succès ; Hydravion Aventure Inc. et Wet Set Montréal ont relancé le projet en 2016 avec des aménagements au projet initial pour obtenir la certification auprès des autorités ; les activités commerciales ont ainsi commencé en septembre 2017.